# Полоса Аузу

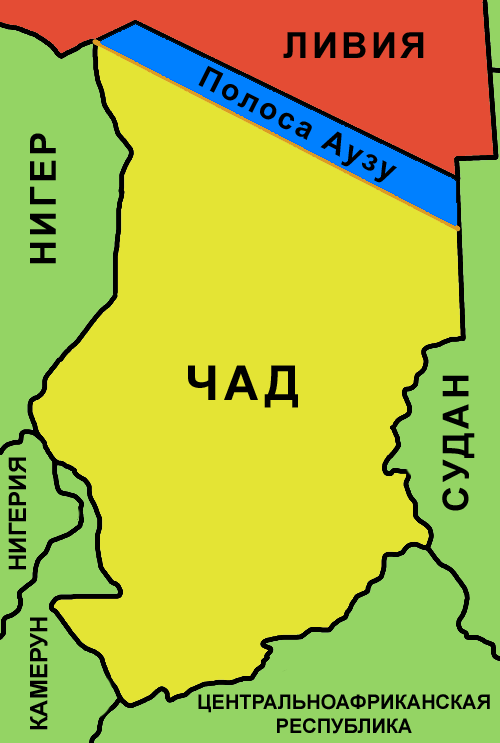
Полоса Аузу (показана на карте синим)

Полоса Аузу (араб. قطاع أوزو‎) — полоса земли в Северном Чаде (регион Бурку-Эннеди-Тибести), на границе с Ливией, шириной примерно в 100 км. Долгое время являлась спорной территорией между Ливией и Чадом, стала одной из причин чадско-ливийского конфликта. В 1994 году окончательно по решению Международного суда ООН передана Чаду.

## История
В 1899 году между Великобританией и Францией было подписано соглашение о разделе сфер влияния, по которому была условно проведена граница Французской Экваториальной Африки, в которую входил современный Чад. Полоса Аузу по этому соглашению отходила к Франции. Современная Ливия была частью Османской империи, но по результатам Итало-турецкой войны в 1912 году перешла к Италии. В 1935 году сильная фашистская Италия и не осуществлявшая достаточный контроль территории Франция заключили новое соглашение, передававшее полосу Аузу Италии. Соглашение было ратифицировано парламентом Франции. После поражения Италии во Второй мировой войне контроль над территорией Ливии временно осуществляла Великобритания, а в 1951 году была провозглашена независимость Ливии. В 1955 году Ливия и Франция заключили новый договор, по которому полоса Аузу отходила Франции. В 1960 году после распада французской колониальной системы, полоса оказалась в составе Чада. Всё это время граница была чисто условной, никак не охранялась, и кочевые племена могли свободно через неё передвигаться.
На полосе Аузу предположительно имеются урановые месторождения. После революции и прихода к власти Муамара Каддафи Ливия неоднократно заявляла территориальные претензии на полосу, обосновывая их тем, что территория была всегда заселена последователями суфийского ордена Сенусийя, и тем самым была связана с Ливией, как основной территорией распространения сенусийя. В 1973 году Ливия начала военные операции на полосе Аузу, а в 1976 году аннексировала её, начав чадско-ливийский конфликт, который продолжался до 1987 года, и в котором были задействованы самые разнообразные силы чадской политики. В 1987 году Ливия проиграла войну и вынуждена была уйти из полосы Аузу. До 1988 года действовало перемирие, за которым последовало несколько раундов переговоров.
В 1994 году Международный суд ООН вынес решение о суверенитете Чада над полосой Аузу.